# 第6工兵連隊 (フランス軍)
第6工兵連隊（だいろくこうへいれんたい、6e régiment du génie：6e RG）は、メーヌ＝エ＝ロワール県アンジェに駐屯する、第9海兵軽機甲旅団隷下のフランス陸軍の工兵連隊である。
兵種は工兵、伝統的区分も工兵である。

## 沿革
- 1894年：第6工兵連隊が編成される。
- 1914年：第1次世界大戦、各地を転戦。
- 1977年：第4師団の隷下となる。
- 1984年：第3軍団直轄部隊となる。
- 1993年：第9海兵歩兵師団の隷下となる。
- 1999年：第9海兵軽機甲旅団の隷下となる。

## 最新の部隊編成
- 連隊本部
- 本部管理中隊
- 第1中隊
- 第2中隊
- 第3中隊
- 管理支援中隊（武器・車両・通信の整備など）
- 支援中隊
- 第1予備訓練中隊
- 第2予備訓練中隊

### 定員
- 連隊の人員構成としては、約1,000名からなる。

## 主要装備

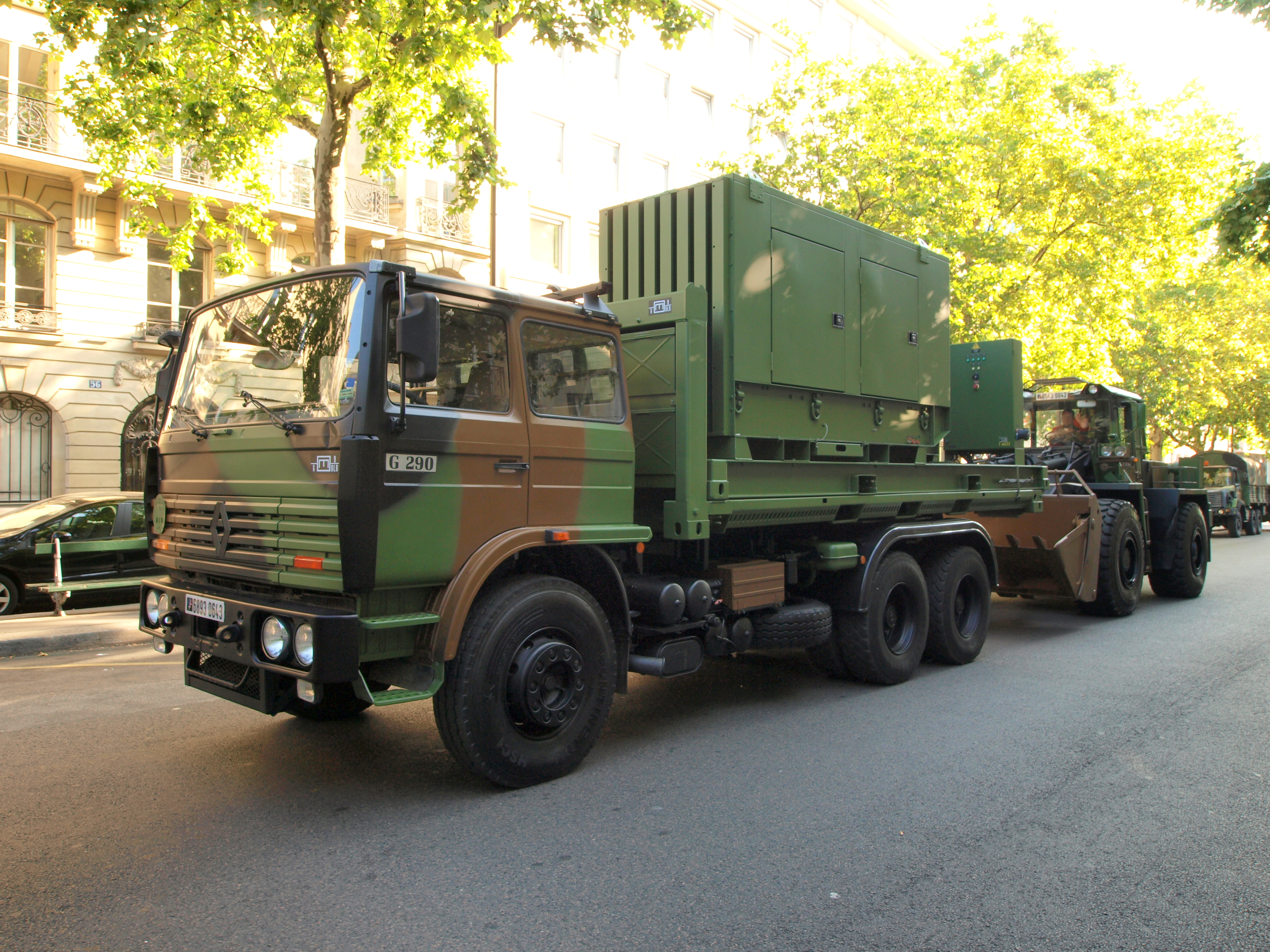
truck Renault and bulldozer of the 6th Engineer Regiment in 2010.

- GIAT BM92-G1
- FA-MAS
- FR-F2
- AAT-F1
- AA-52
- 12.7mm重機関銃
- RTF1 120mm迫撃砲
- LLR 81mm迫撃砲
- EBG（装甲工兵車）
- MFRD（地雷敷設車）
- PMM（地雷除去車）
- PAA（パネル型架橋車）
- MPG（多目的工兵車、バケットローダー）
- EFA（浮橋車）
- MAT（車両渡河資材）
- EMAD（）
- VAB
- VAL
- P4